# Giennadij Kuprijanow
Giennadij Nikołajewicz Kuprijanow (ros. Генна́дий Никола́евич Куприя́нов, ur. 8 listopada?/21 listopada 1905 we wsi Ryło k. Soligalicza, zm. 28 lutego 1979 w Puszkinie) – radziecki generał major i polityk.

## Życiorys
Z zawodu stolarz, od 1920 członek Komsomołu, od 1926 WKP(b), w 1931 ukończył szkołę partyjną w Kostromie, później komunistyczny uniwersytet. Kierownik wydziału propagandy i agitacji Komitetu rejonowego WKP(b) w Soligaczesku, w latach 1937–1938 sekretarz Kujbyszewskiego Rejonowego Komitetu WKP(b) w Leningradzie, od czerwca 1938 do kwietnia 1940 I sekretarz Karelskiego Komitetu Obwodowego WKP(b). Od 26 kwietnia 1940 do 25 stycznia 1950 I sekretarz KC Komunistycznej Partii (bolszewików) Karelo-Fińskiej Socjalistycznej Republiki Radzieckiej. 
W 1941 członek Rady Wojskowej 7 Armii, a w 1942 Rady Wojskowej Frontu Karelskiego. W czerwcu 1941 mianowany komisarzem brygadowym, a 1 października 1942 komisarzem dywizyjnym. Po zmianie stopni w korpusie politycznym 6 grudnia 1942 mianowany generałem majorem. 
W latach 1941–1950 kandydat na członka KC WKP(b). 
17 marca 1950 aresztowany, 17 stycznia 1952 skazany na 25 lat więzienia, 18 sierpnia 1952 wyrok skrócono do 10 lat. Zwolniony z więzienia 23 marca 1956. W 1957 ponownie przyjęty do partii, mianowany dyrektorem kompleksu pałacowego i parkowego w mieście Puszkin. Deputowany do Rady Najwyższej ZSRR 2 kadencji.

## Odznaczenia
- Order Lenina (dwukrotnie)
- Order Czerwonego Sztandaru
- Order Czerwonego Sztandaru Pracy
- Order Wojny Ojczyźnianej I klasy